# Liwā' al Qaşr
Liwā' al Qaşr (arabiska: لواء القصر) är ett departement i Jordanien.   Det ligger i guvernementet Karak, i den centrala delen av landet, 70 km söder om huvudstaden Amman.